# Chemin de fer Québec Central

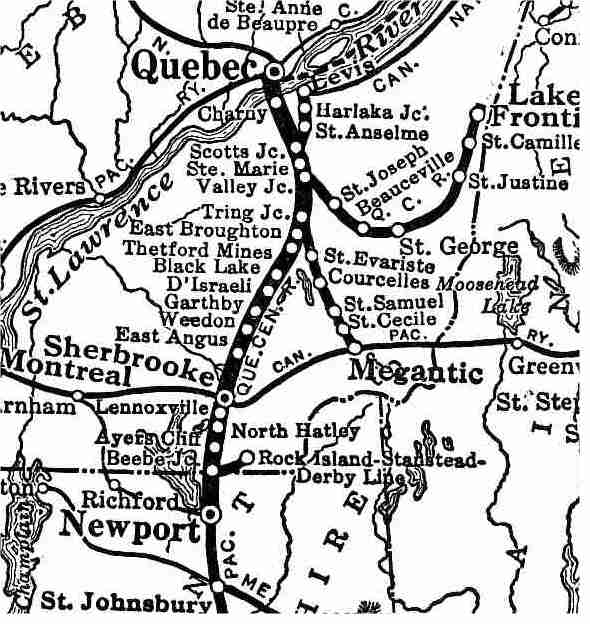
Carte de 1942.

Le chemin de fer Québec Central est un chemin de fer situé au Québec (Canada) reliant la ville de Lévis sur la rive sud du fleuve Saint-Laurent, en face de la ville de Québec, à la ville de Sherbrooke et est relié au réseau américain au nord du Vermont. Il s'étend sur une longueur de 580 km. 
En activité de 1869 à 1994 puis de 2000 à 2007, le ministère québécois des Transports réhabilite depuis les années 2010 certaines sections du chemin de fer en vue de le remettre en service.

## Histoire

### Levis & Kennebec Railway (LKR)

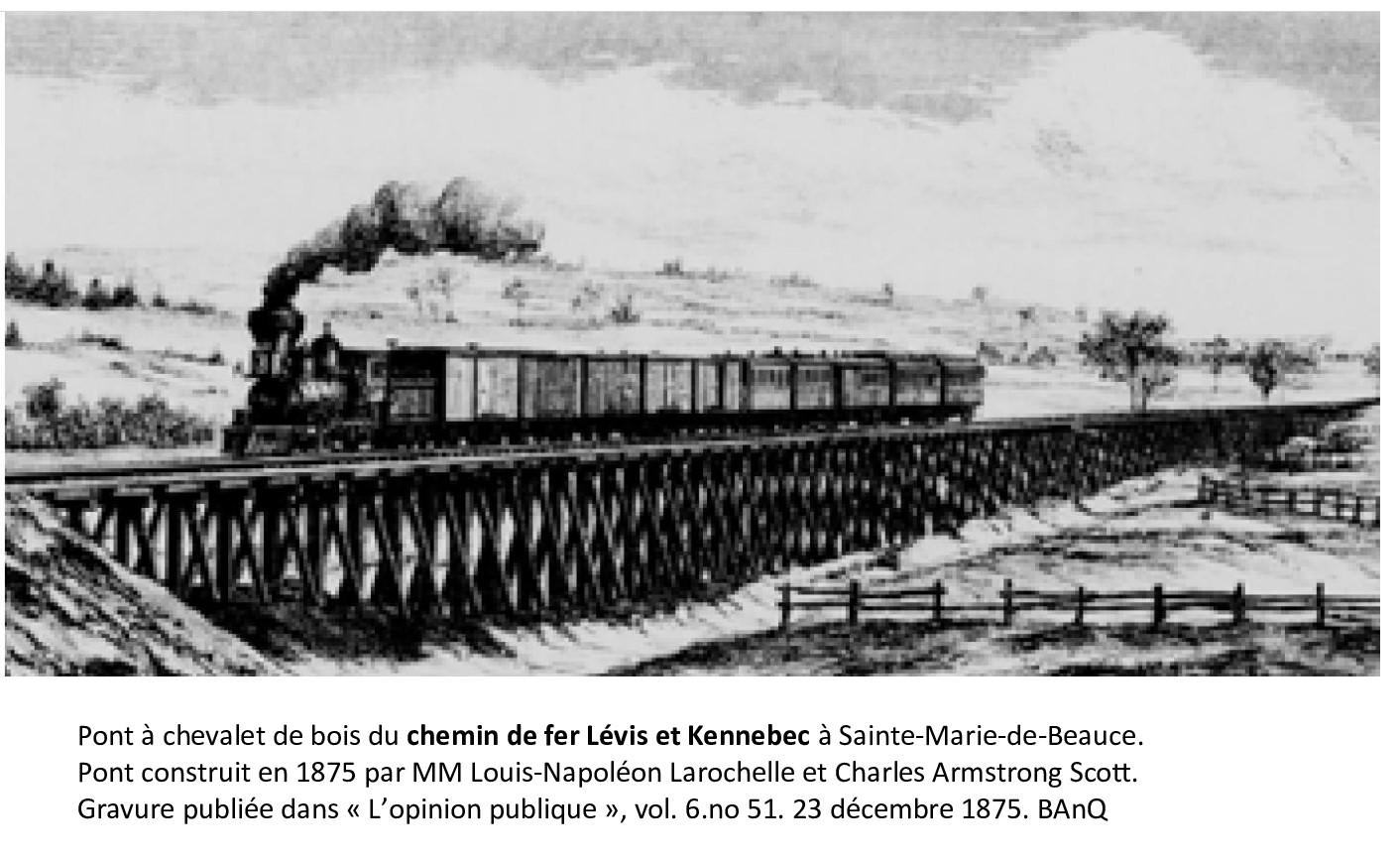
Tracel de Sainte-Marie de Beauce.

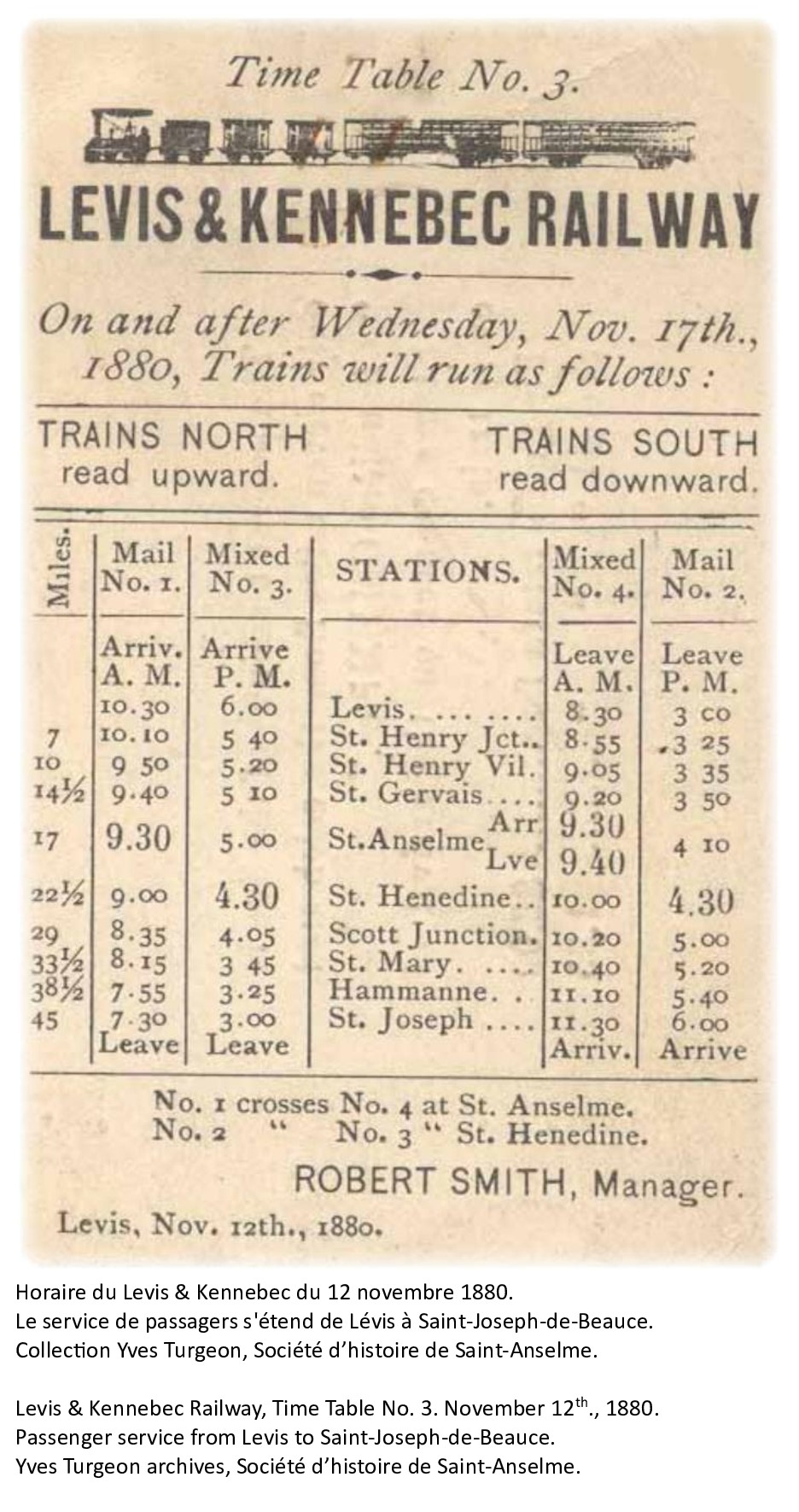
Horaire de 1880.

En 1869, la compagnie Levis & Kennebec Railway (LKR) est incorporée en vue de la construction d'un chemin à lisses de bois entre Lévis et Kennebec (état du Maine). Les promoteurs ne trouvent pas de financement et en 1873, Louis-Napoléon Larochelle, homme d’affaires de Saint-Anselme, et Charles Armstrong Scott reprennent le projet en optant pour des rails de fer. En 1874, une voie de 32,4 km relie Lévis à Saint-Anselme. Le gouvernement du Québec consent une subvention pour étendre le réseau dans la vallée de la rivière Chaudière. Le tronçon de 33,7 km jusqu'à Scott Jonction est inauguré le 20 juin 1875. En 1876, la ligne atteint Saint-Joseph-de-Beauce 25 km plus loin. Les problèmes financiers ne permettent pas la construction d'un pont sur la rivière Chaudière pour rejoindre le chemin de fer Sherbrooke, Eastern Townships and Kennebec Railway tel que prévu à l'origine à Scott Jonction qui avait été nommée en conséquence. En 1880, le LKR est acculé à la faillite. Le 28 mars 1881, la voie de 91,1 km est vendue pour 192 000 $ à la compagnie Quebec Central Railway.

### Massawippi Valley Railway (MVR)
Le chemin de fer Massawippi Valley est une voie courte de 50 km, construite en 1870 pour relier Montréal à Boston et New-York. La voie du MVR relie Lennoxville (au sud de Sherbrooke, sur la voie du Canadien Pacifique qui rejoint Montréal), et Beebe Junction, à la frontière Canada–États-Unis, du chemin de fer américain Connecticut & Passumpsic Rivers Railroad qui dessert Newport au Vermont. Le MVR débute à Sherbrooke et passe par Lennoxville, Adams, North Hatley, Ayer's Cliff et Beebe Junction pour atteindre Newport (Vermont).

### Quebec Central Railway (QCR)

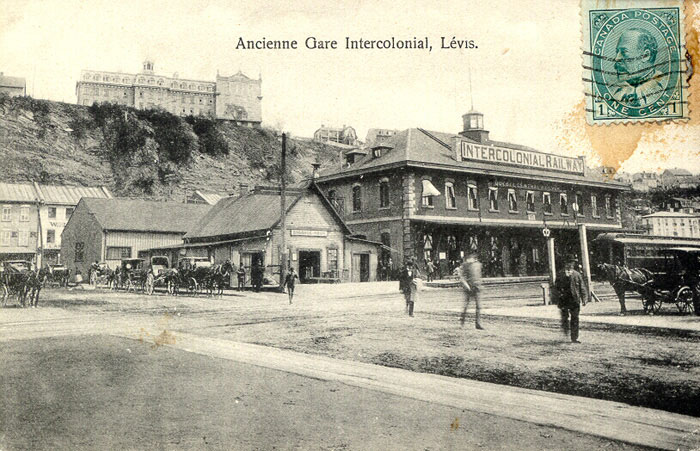
Gare Intercolonial de Lévis, 1902.

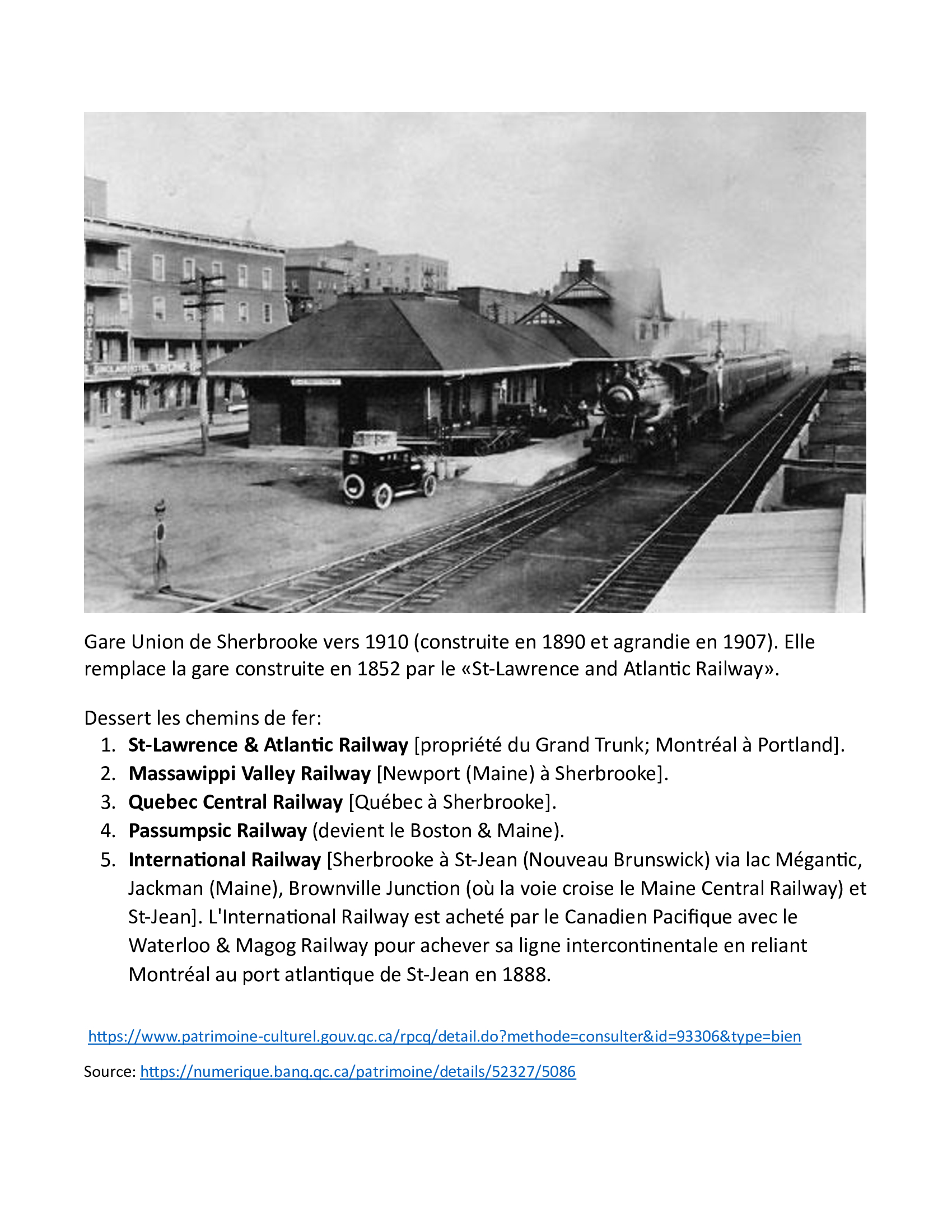
Gare Union de Sherbrooke vers 1910.

Le chemin de fer Sherbrooke, Eastern Townships and Kennebec Railway, est incorporé le 5 avril 1869 pour la construction d'un chemin de fer (originellement à lisses de bois, puis entièrement à rails de fer), entre Kennebec aux États-Unis, Sherbrooke et à l'ouest de la rivière Chaudière, où il devait faire jonction avec la compagnie Levis & Kennebec Railway. Faute de financement, le nom est changé pour Quebec Central Railway et la voie ferrée relie Sherbrooke à la vallée de la rivière Chaudière, en face de Scott’s Junction, en 1874.
Le 28 mars 1881, le QCR achète aux enchères le LKR et s’empresse de construire un pont sur la rivière Chaudière à Scott Jonction pour rejoindre le QCR. Dès le 23 mai 1881, le QCR commence l’exploitation de trains de passagers entre Sherbrooke et Lévis, utilisant la ligne du LKR. La localisation du terminus du LKR en haut de la falaise de Lévis rendait difficile l’acheminement des passagers et des marchandises jusqu’à Québec par traversier. En 1884, le QCR construit une ligne de 7,5 km à partir de St-Henry Jonction (Carrier) jusqu’à la jonction Harlaka, point de croisement avec le nouvel embranchement de Saint-Charles qui avait été aménagé par le chemin de fer Intercolonial, ce qui permet de rejoindre la gare de Lévis près du traversier.
En 1894, le QCR prolonge son réseau vers le sud, de Sherbrooke jusqu'à Lac-Mégantic, pour se raccorder à l'International Railway of Maine qui appartient au chemin de fer Canadien Pacifique (CPR). À partir du 14 décembre 1912, le CPR loue pour 999 ans la ligne du Quebec Central Railway qu'il continue d'exploiter sous le nom de QCR. Cela lui permet de desservir la ville de Québec par la rive sud (qu'il dessert déjà par la rive nord) et, avec l'inauguration du pont de Québec en 1917, de rejoindre la gare Union (Gare du Palais) à Québec.
En 1915, le réseau est de nouveau agrandi, atteignant Lac-Frontière à l'est, à la demande de Charles Howard, propriétaire de la B. C. Howard Lumber de Sherbrooke et qui exploite un moulin à scie à Lac-Frontière. En 1926, le Québec Central loue la ligne «Massawippi Valley Railway» entre Lennoxville et Newport (Vermont) pour faire liaison avec les trains passagers américains; ce qui reliait Québec ou Montréal à Boston et New-York via Sherbrooke. À son apogée, le réseau ferroviaire comprend 580 km de voies et dessert 37 gares. Le service passager est abandonné en 1960 vers les É-U et cesse complètement en1967. Les rails sont enlevés de Beebe Plain en 1992; le Québec Central cesse ses opérations en 1994.
En 1927, le matériel roulant comprend 1 153 véhicules dont 50 locomotives, 59 wagons de voyageurs, 1 004 wagons de marchandise et plus de 90 véhicules de travail ou autres. Le réseau ferroviaire s’étend jusqu'à 580 km (360 miles):
| De                                           | À                                 | milles                  | km                      |
| Droits de passage loués                      | Droits de passage loués           | Droits de passage loués | Droits de passage loués |
| -------------------------------------------- | --------------------------------- | ----------------------- | ----------------------- |
| Sherbrooke                                   | Diamond Jonction                  | 129.63                  | 208,61                  |
| Scott Jonction                               | Harlaka Jonction (Lévis)          | 27.49                   | 44,24                   |
| Vallée Jonction                              | Lac-Frontière                     | 79.14                   | 127,36                  |
| Tring Jonction                               | Lac-Mégantic                      | 59.2                    | 95,27                   |
| Total des droits de passage loués            | Total des droits de passage loués | 295.46                  | 475,48                  |
| Lignes courtes louées                        |                                   |                         |                         |
| Sherbrooke (Grand Tronc)                     | Lennoxville                       | 2.67                    | 4,30                    |
| Harlaka Jonction (National Transcontinental) | Lévis                             | 5.00                    | 8,05                    |
| Diamond Jonction (National Transcontinental) | Cadorna Jonction                  | 14.40                   | 23,17                   |
| Cadorna Jonction (Canadien Pacifique)        | Québec                            | 2.17                    | 3,49                    |
| Total des lignes courtes louées              | Total des lignes courtes louées   | 24.24                   | 39,01                   |
| Autres lignes                                |                                   |                         |                         |
| Lennoxville                                  | Newport (Vermont, USA)            | 37.43                   | 60,24                   |
| Beebe Jonction                               | Stanstead                         | 3.51                    | 5,65                    |
| Total des autres lignes                      | Total des autres lignes           | 40.94                   | 65,88                   |
| Grand total                                  | Grand total                       | 360.64                  | 580,37                  |

### Ministère des Transports du Québec

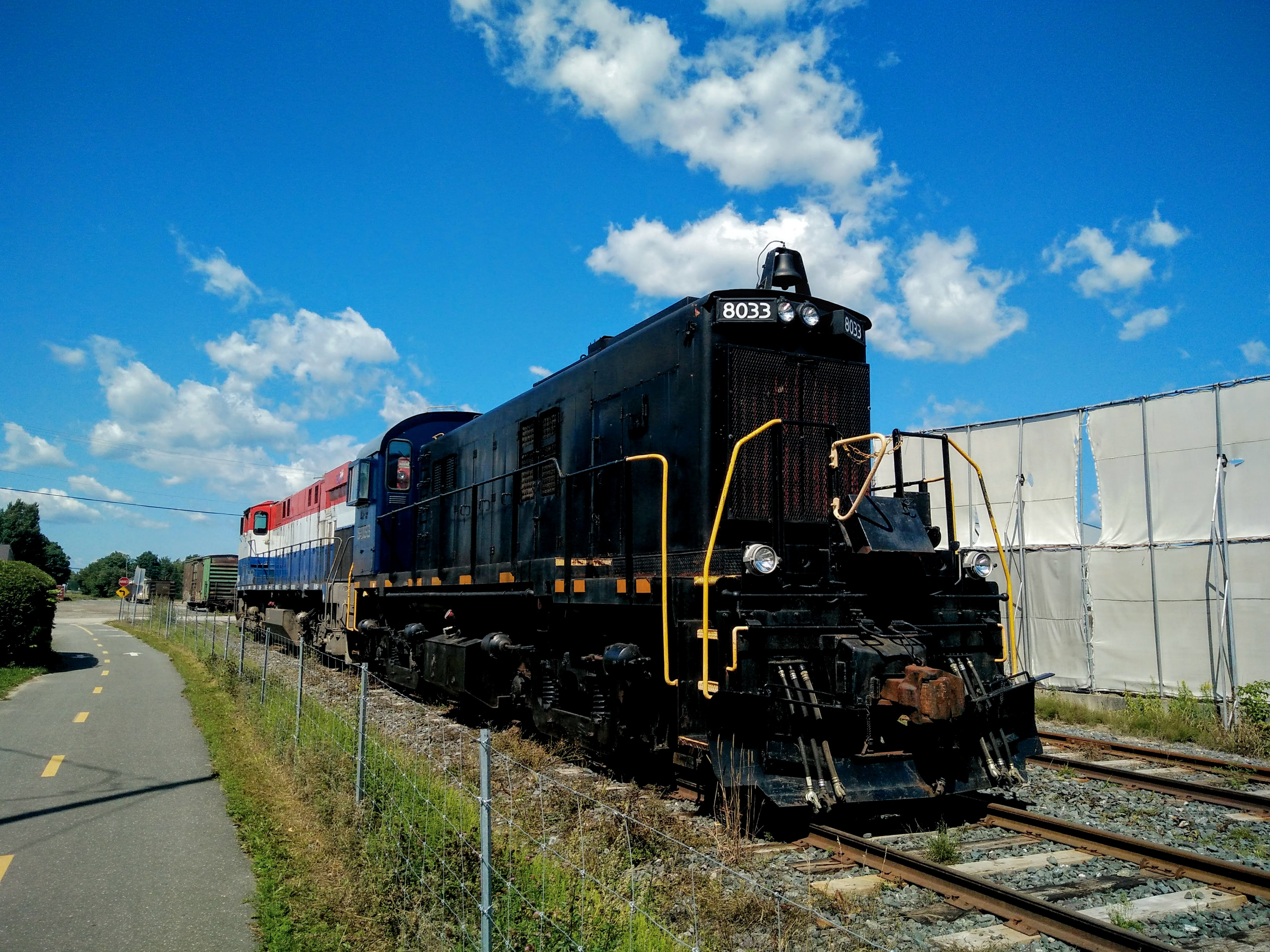
Locomotive au centre de transbordement de Scott.

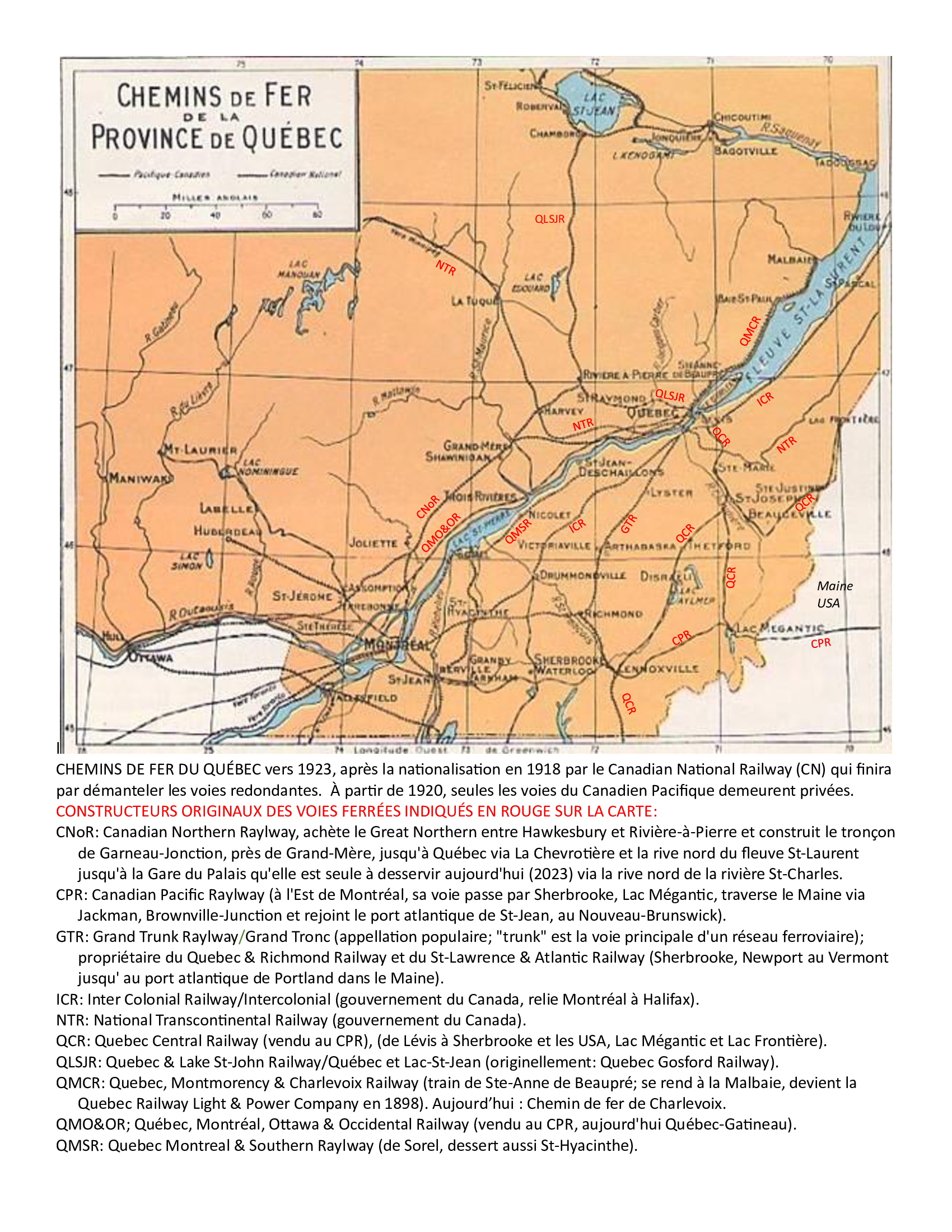
Voies ferrées du Québec vers 1923 et origine avant nationalisation par CNR.

En décembre 1999, la compagnie est acquise par l'homme d'affaires Jean-Marc Giguère et le transport de marchandises reprend le 24 juin 2000 sur une ligne de 380 km. En 2006, la compagnie est achetée par le ministère des Transports du Québec. Une récente étude sur le potentiel commercial de l'emprise a conclu que le tronçon Charny–Vallée-Jonction–Sherbrooke présentait un réel potentiel ferroviaire alors que le tronçon Vallée-Jonction–Lac-Frontière devrait être utilisé à des fins récréo-touristiques,. En 2019, le ministère des Transports procède à la conversion de la section Vallée-Jonction–Lac Frontière en piste cyclable. En même temps, à la suite d'une étude des coûts relatifs à la réfection du pont de Vallée-Jonction sur la Chaudière en 2018, le même ministère entreprend la réfection de ce pont et la remise en état de la voie jusqu'à Thetford Mines.
Le fonds d'archives de Quebec Central Railway est conservé au centre d'archives de l'Estrie de Bibliothèque et Archives nationales du Québec.

## Liste partielle des locomotives
| Numéro | Fabricant | Modèle         | Série | Date    | Locomotive état                        | Remarques                                                                                  |
| 1300   | GMD       | FP7A           | A371  | 1952-10 | Mauvais état, à East Broughton en 2024 | Ex-AMT 1300, exx-MUCTC 1300, nee-CP 4070/1426, utilisée en 1976 dans le film Silver Streak |
| 1302   | GMD       | FP7A           | A373  | 1952-10 | Ferraillée à East Broughton in 2016    | Ex-AMT 1302, exx-MUCTC 1302, nee-CP 4072/1428, utilisée en 1976 dans le film Silver Streak |
| 1305   | GMD       | FP7A           | A376  | 1952-10 | Ferraillée à Vallée-Jonction en 2009   | Ex-AMT 1305, exx-MUCTC 1305, nee-CP 4075/1431                                              |
| DG4    | GE        | U23B           | 36811 | 1968-09 | Ferraillée à East Broughton en 2016    | Ex-MEC 288, Ex-D&H 2309, Nee D&H 309                                                       |
| GG3    | EMD       | GP11           | 22123 | 1956-08 | Ferraillée CN Joffre Yard en 2015      | Ex-IC 8732, Ex-MBTA GP9 7543, Nee NH 1213                                                  |
| GS9    | ALCO      | S2             | 74465 | 1946-05 | Ferraillée à East Broughton en 2016    | Ex-Newburg & South Shore 13A                                                               |
| JMG1   | GE        | U23B High Nose | 40087 | 1975-05 | Acquise par le Groupe TRAQ en 2015     | Ex-NS 3944, Nee SOU U23B 3944                                                              |
| RG5    | EMD       | GP7u           | 12365 | 1950-10 | Ferraillée CN Joffre Yard en 2015      | Ex-GRS 470, Ex-B&M 470, Ex-MEC 470, Nee MEC 564                                            |
| SG2    | EMD       | GP11           | 16684 | 1952-06 | Ferraillée CN Joffre Yard en 2015      | Ex-IC 8722, Nee ICG 8722                                                                   |